# Kirsten van der Kolk
Kirsten Irene Merian (Kirsten) van der Kolk (Haarlem, 18 december 1975) is een Nederlands roeister, die is gespecialiseerd in de dubbeltwee lichtgewicht. Ze vertegenwoordigde Nederland met Marit van Eupen driemaal op de Olympische Spelen op dit onderdeel en won hierbij twee medailles.

## Biografie
Tijdens haar jeugd deed Van der Kolk aan hockey, tennis en stijldansen. Ook speelde ze zes jaar lang viool. Ze voltooide haar VWO aan het College Hageveld in zes jaar met acht vakken. Hierna studeerde ze sociale geografie aan de Universiteit van Amsterdam en een jaar Japankunde aan de Erasmus universiteit in Rotterdam.
In 2000 maakte ze haar olympische debuut op Olympische Spelen van Sydney. Hier werd ze met Marit van Eupen zesde. In 2003 wonnen ze het wereldbekerklassement in hetzelfde boottype. Op de Olympische Spelen van 2004 in Athene behaalde ze haar beste prestatie van haar sportcarrière tot dan toe door een bronzen medaille te winnen.
In 2008 nam ze voor de derde maal met Marit van Eupen deel aan de Olympische Spelen. In Peking plaatste ze zich eenvoudig voor de halve finale met een tijd van 6:50,90. Vervolgens won zij in de finale goud door o.a. Finland en Duitsland te verslaan.
Van der Kolk is getrouwd met oud-roeier Pepijn Aardewijn (zilver in lichte dubbeltwee in 1996). Ze woont in Zwanenburg en heeft twee kinderen.
Van der Kolk is nu Aardrijkskundedocent op het Sancta Maria te Haarlem.

## Titels
- Olympisch kampioene lichte dubbeltwee - 2008
- Wereldbeker lichte dubbeltwee - 2003
- Nederlands kampioene lichte dubbeltwee - 2002, 2003, 2007
- Nederlands kampioene skiff - 2003
- Nederlands kampioene dubbeltwee - 2004, 2008
- Sportploeg van Amsterdam - 2008

## Palmares
| Jaar | Toernooi          | Plaats     | Klasse                        | Prestatie |
| ---- | ----------------- | ---------- | ----------------------------- | --------- |
| 1997 | Wereldbeker       | München    | Lichte twee zonder stuurvrouw | Zilver    |
| 1998 | Wereldbeker       | Luzern     | Lichte twee zonder stuurvrouw | Brons     |
| 1999 | Wereldbeker       | Luzern     | Lichte dubbelvier             | Zilver    |
| 2000 | Wereldbeker       | München    | Lichte dubbeltwee             | Zilver    |
| 2000 | Wereldbeker       | Luzern     | Lichte dubbeltwee             | 6e        |
| 2000 | Olympische Spelen | Sydney     | Lichte dubbeltwee             | 6e        |
| 2001 | Wereldbeker       | Sevilla    | Lichte dubbeltwee             | Brons     |
| 2001 | Wereldbeker       | München    | Lichte dubbeltwee             | 4e        |
| 2001 | WK                | Luzern     | Lichte dubbeltwee             | 5e        |
| 2002 | Wereldbeker       | Hazewinkel | Lichte dubbeltwee             | 4e        |
| 2002 | Wereldbeker       | Luzern     | Lichte dubbeltwee             | 4e        |
| 2002 | Wereldbeker       | München    | Lichte skiff                  | Zilver    |
| 2002 | WK                | Sevilla    | Lichte skiff                  | 6e        |
| 2003 | Wereldbeker       | Milaan     | Lichte dubbeltwee             | Zilver    |
| 2003 | Wereldbeker       | München    | Lichte dubbeltwee             | Zilver    |
| 2003 | Wereldbeker       | Luzern     | Lichte dubbeltwee             | Goud      |
| 2003 | WK                | Milaan     | Lichte dubbeltwee             | 6e        |
| 2004 | Wereldbeker       | Poznan     | Lichte dubbeltwee             | Zilver    |
| 2004 | Wereldbeker       | München    | Lichte dubbeltwee             | Brons     |
| 2004 | Wereldbeker       | Luzern     | Lichte dubbeltwee             | 4e        |
| 2004 | Olympische Spelen | Athene     | Lichte dubbeltwee             | Brons     |
| 2007 | Wereldbeker       | Luzern     | Lichte dubbelvier             | Zilver    |
| 2007 | WK                | München    | Lichte dubbelvier             | 6e        |
| 2008 | Wereldbeker       | München    | Lichte dubbeltwee             | 4e        |
| 2008 | Wereldbeker       | Luzern     | Lichte dubbeltwee             | Zilver    |
| 2008 | Olympische Spelen | Beijing    | Lichte dubbeltwee             | Goud      |

Marit van Eupen · 
Kirsten van der Kolk
Marit van Eupen · 
Kirsten van der Kolk
Marit van Eupen · 
Kirsten van der Kolk
1996: Constanța Burcică & Camelia Macoviciuc ·
2000: Constanța Burcică & Angela Alupei ·
2004: Constanța Burcică & Angela Alupei ·
2008: Marit van Eupen & Kirsten van der Kolk ·
2012: Katherine Copeland & Sophie Hosking  ·
2016: Ilse Paulis & Maaike Head ·
2020: Valentina Rodini & Federica Cesarini ·
2024: Emily Craig & Imogen Grant